# Colt CZ Group
Colt CZ Group SE (do 2022 CZG - Česká zbrojovka Group SE) je česká holdingová společnost sídlící v Praze. Vznikla v lednu 2013, historie jejích značek však sahá mnohem dál (Colt byl založen v roce 1836 a Česká zbrojovka v roce 1936). Skupina se zaměřuje především na výrobu palných zbraní. V říjnu 2020 dokončila společnost veřejnou nabídku akcií na Burze cenných papírů Praha. Akcie společnosti se obchodují také na burze RM-SYSTÉM.
11. února 2021 oznámila společnost převzetí amerického výrobce střelných zbraní Colt’s Manufacturing Company, a to za cenu 220 milionů dolarů. Akvizice byla dokončena v květnu 2021. Dividendová politika společnosti počítá s výplatou třetiny čistého zisku na dividendě. Ze zisku za rok 2020 vyplatila společnost 7,5 Kč na akcii. Ze zisku za rok 2021 schválila valná hromada společnosti výplatu dividendy 25 Kč na jednu akcii před zdaněním.
V prosinci 2023 firma oznámila, že kupuje českého výrobce munice Sellier & Bellot za 350 milionů dolarů. Transakce podléhá schválení regulačních orgánů v různých zemích, které je očekáváno v první polovině roku 2024.
V lednu 2024 Colt CZ Group oznámila, že prostřednictvím své dceřiné společnosti Colt získala od General Dynamics Ordnance and Tactical Systems (GD-OTS) vlastnictví systému automatického granátometu Mk 47 40mm Advanced Lightweight Grenade Launcher včetně systému řízení palby.

## Výrobní závody
Colt CZ Group má výrobní závody například v České republice, Spojených státech, Kanadě, Švédsku, Švýcarsku a Maďarsku. Skupina zaměstnává více než 2000 lidí po celém světě.

## Značky
V roce 2024 používala společnost značky:
- Česká zbrojovka (CZ)
- Colt
- Colt Canada (dříve Diemaco)
- swissAA
- Colt CZ Defence Solutions
- CZ-USA
- Dan Wesson
- EG-CZ Academy
- Spuhr i Dalby AB
- Zbrojovka Brno
- CARDAM
- 4M Systems